# Liste der Biografien/Half
Liste der Biografien |
Portal Biografien |
Personensuche
# |
A |
B |
C |
D |
E |
F |
G |
H |
I |
J |
K |
L |
M |
N |
O |
P |
Q |
R |
S |
T |
U |
V |
W |
X |
Y |
Z |
?
 
Ha |
Hd |
He |
Hi |
Hj |
Hk |
Hl |
Hm |
Hn |
Ho |
Hr |
Hs |
Ht |
Hu |
Hv |
Hw |
Hy
 
Haa |
Hab |
Hac |
Had |
Hae–Haf |
Hag |
Hah |
Hai |
Haj |
Hak |
Hal |
Ham |
Han |
Hao |
Hap |
Haq |
Har |
Has |
Hat |
Hau |
Hav |
Haw |
Hax |
Hay |
Haz
 
Hala |
Halb |
Halc |
Hald |
Hale |
Half |
Halg |
Halh |
Hali |
Halj |
Halk |
Hall |
Halm |
Halo |
Halp |
Hals |
Halt |
Halu |
Halv |
Halw |
Haly |
Halz
Die Liste der Biografien führt alle Personen auf, die in der deutschsprachigen Wikipedia einen Artikel haben. Dieses ist eine Teilliste mit 55 Einträgen von Personen, deren Namen mit den Buchstaben „Half“ beginnt.

## Half
- Half Moon (1872–1948), kanadischer Lacrossespieler
- Half-A-Mill (1973–2003), US-amerikanischer Rapper

### Halfa
- Halfacre, Bill († 2000), US-amerikanischer Jazzmusiker (Kontrabass)
- Halfaker, Aaron (* 1983), Wissenschaftler
- Halfar, Anton (1836–1893), deutscher Geologe und Paläontologe
- Halfar, Bernd (* 1955), deutscher Soziologe
- Halfar, Daniel (* 1988), deutscher FußballspielerDaniel Halfar (* 1988)

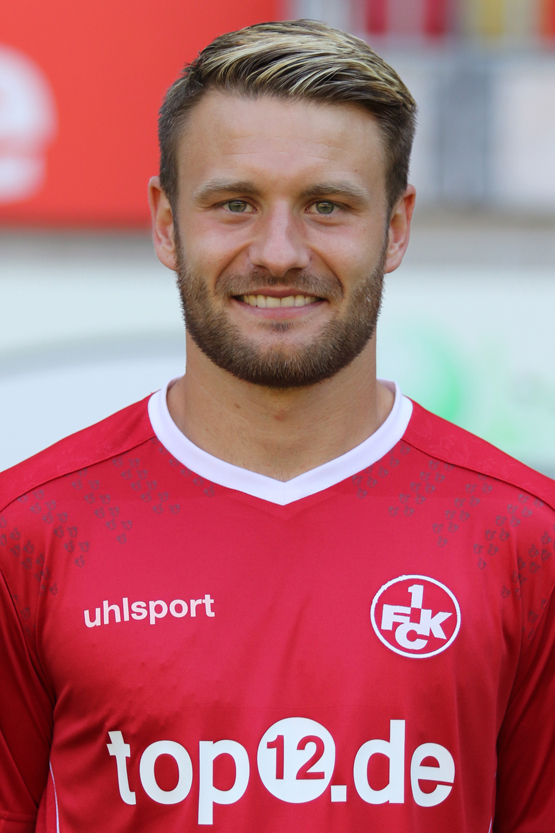
Daniel Halfar (* 1988)

- Halfar, Sören (* 1987), deutscher Fußballspieler
- Halfar, Sven (* 1972), deutscher Regisseur

### Halfd
- Halfdan Ragnarsson († 877), Eroberer von Northumbria

### Halfe
- Halfeld, Adolf (1898–1955), deutscher Journalist und Buchautor
- Halfeld, Heinrich Wilhelm Ferdinand (1797–1873), deutscher Ingenieur
- Halfen, Erwin (* 1925), deutscher Fußballspieler
- Halfern, Carl von (1873–1937), Verwaltungsjurist
- Halfern, Friedrich von (1849–1908), deutscher Tuchfabrikant, Bankdirektor und Stadtverordneter von Burtscheid

### Halff
- Halff-Epstein, Betty (1905–1991), Schweizer Unternehmerin und Vorreiterin der zweiten Welle der Frauenbewegung
- Halffter Escriche, Ernesto (1905–1989), spanischer Komponist und Dirigent
- Halffter Escriche, Rodolfo (1900–1987), spanisch-mexikanischer Komponist
- Halffter, Cristóbal (1930–2021), spanischer Komponist
- Halffter, Pedro (* 1971), deutscher Dirigent und Musiker
- Halffter, Wilhelm (1821–1901), Fotograf in Berlin

### Halfi
- Halfin, Eliezer (1948–1972), israelischer Ringer, Mitglied der israelischen Olympiaringermannschaft (1972)

### Halfk
- Halfkath, Mary (* 1939), deutsche Schlagersängerin

### Halfm
- Halfmann, Andreas (* 1971), deutscher Eishockeyspieler
- Halfmann, Bärbel, deutsche Fußballspielerin
- Halfmann, Helmut (* 1950), deutscher Althistoriker
- Halfmann, Hendrik (* 1993), deutscher Handballspieler
- Halfmann, Jost (1947–2022), deutscher Soziologe, Professor der TU Dresden
- Halfmann, Laurens (* 1999), deutscher Hockeyspieler
- Halfmann, Marion (* 1968), deutsche Hochschullehrerin
- Halfmann, Quentin (* 2002), deutscher Hockey-Nationalspieler
- Halfmann, Wilhelm (1896–1964), evangelisch-lutherischer Theologe und Bischof von Holstein (1946–1964)
- Halfmeier, Axel (* 1967), deutscher Jurist
- Halfmeier, Claus (* 1960), deutscher Jurist, Richter am Bundesgerichtshof
- Halfmeier, Friedhelm (1914–1977), deutscher Pädagoge und Politiker (SPD), MdB
- Halfmeier, Gerhild (1942–2020), deutsche Politikerin (SPD), MdHB
- Halfmeier, Hartmut (1940–2023), deutscher Verwaltungsjurist, Hamburger Senatsdirektor und Kanzler der Universität Hamburg
- Halfmeyer, Simon (* 1974), deutscher Zeichner, Maler und Raumkünstler

### Halfo
- Halfon, Eduardo (* 1971), guatemaltekischer Schriftsteller
- Halfon, Eyal (* 1956), israelischer Autor und Filmregisseur
- Halfon, Lianne (* 1953), US-amerikanische Filmproduzentin
- Halfon, Robert (* 1969), britischer Politiker (Conservative Party), Mitglied des House of Commons und Minister
- Halford, Bruce (1931–2001), britischer Rennfahrer
- Halford, Greg (* 1984), englischer Fußballspieler
- Halford, Rob (* 1951), britischer Heavy-Metal-SängerRob Halford (* 1951)

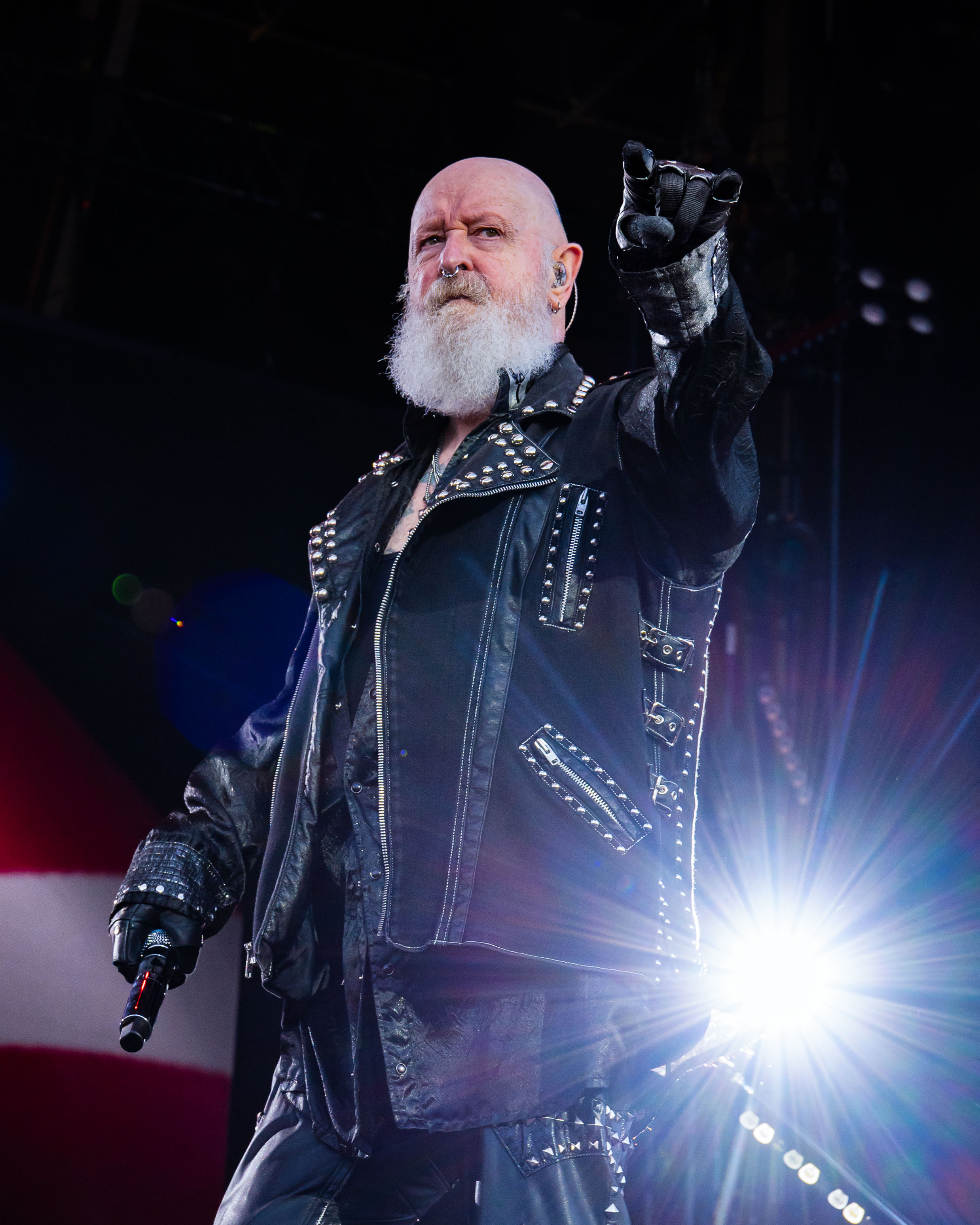
Rob Halford (* 1951)

- Halford, Susan (* 1962), britische Soziologin und Hochschullehrerin

### Halfp
- Halfpenny, Jill (* 1975), britische Schauspielerin
- Halfpenny, Leigh (* 1988), walisischer Rugbyspieler

### Halft
- Halft, Dennis (* 1981), deutscher Islamwissenschaftler, katholischer Theologe und Hochschullehrer an der Theologischen Fakultät Trier
- Halfter, Lutz (* 1955), deutscher Schlagzeuger
- Halfter-Lonial, Kuldip S. (1948–2018), deutsch-US-amerikanischer Amerikanist und politischer Aktivist

### Halfv
- Halfvarson, Eric (* 1951), US-amerikanischer Opernsänger (Bass)
- Halfvarson, Sten G. (1915–2003), US-amerikanischer Musikpädagoge und Chorleiter
- Halfvarsson, Calle (* 1989), schwedischer Skilangläufer

### Halfw
- Halfwassen, Jens (1958–2020), deutscher Philosoph